# Слатка тајна
Слатка тајна (шп. Dame chocolate) америчка је теленовела, продукцијске куће Телемундо, снимана 2007.
У Србији је емитована током 2009. и 2010. на Фокс телевизији.

## Синопсис
Дубоко у срцу Мексика, у малом селу Чинчес Бравас, далеко од свих чари модерног света, скромним животом живи необично становништво, потомци древног култа Ек Чуах. Након неколико година проведених изван села због школовања, у Чинчес Бравас враћа се осамнаестогодишња Росита Амадо, неугледна девојка ведрога духа и племените душе.
Росита је унука богатог предузетника Хуана који је давно напустио родно село и преселио у Мајами, где је оженио богату удовицу Ану Ремингтон. Након смрти супруге, Хуан је наследио читаво богатство, али и бригу за Грејс, Анину проблематичну кћер из првог брака која Хуана никада није волела.
Сада већ старији и болестан, Хуан осећа како га смрт вреба из близине па се одлучи вратити у Чинчес Бравас како би унуци поверио тајну која му је омогућила изградити богатство. Наиме, Хуан је једина особа на свету која познаје тајни рецепт древних Маја за прављење чаробне чоколаде с којим су он и његова преминула супруга изградили уносно чоколадно царство.
Након Хуанове смрти, Росита путује у Мајами како би испунила последњу жељу свога деде — села на место председнице предузећа и постала краљица чоколаде. Но Грејс манипулацијама, сплеткама и преварама изигра Роситино поверење како би се дочепала наследства и тајног рецепта за прављење чоколаде, а њен син Брус, у кога је Росита страствено заљубљена, нехотице јој сломи срце. Моћ је сада у рукама Ремингтонових, а Росита је на улици и једино што јој преостаје је нов почетак и ишчекивање правог тренутка када ће добити прилику за освету и повратак украдене љубави.
На трновитом путу Росита ће се у борби за љубав и наследством свог деде морати суочити са светом сплетки, издајама, окрутним лажима и уклетом љубави. Кренуће борбу и за властити живот када јој се у живот врате зли духови прошлости вођени страшћу, похлепом и мржњом. Но нови почетак донеће и нове авантуре на њеном путу чоколадне чаролије.

## Улоге
| Глумац:                          | Улога:                         |
| -------------------------------- | ------------------------------ |
| Хенесис Родригез                 | Росита Амадо / Виолета Хуртадо |
| Карлос Понсе                     | Брус Ремингтон                 |
| Марија Антонијета де лас Нијевес | Дулсе Амадо                    |
| Кристина Лили                    | Грејс Ремингтон                |
| Карла Монроиг                    | Саманта / Дебора Портер        |
| Маурисио Окман                   | Фабијан Дуке                   |
| Хотан Фернандез                  | Анхел Перез                    |
| Едуардо Серано                   | Лорензо Флорес                 |
| Рикардо Чавез                    | Диосдадо Амадо                 |
| Ђули Гилиберти                   | Хулија Арисменди               |
| Хектор Суарез                    | Хуан Амадо                     |
| Росалинда Родригез               | Хортенсија Амадо               |
| Алваро Руиз                      | Луис                           |
| Адријана Акоста                  | Матилде                        |
| Густаво Франко                   | Маурисио Дуке                  |
| Франк Фалкон                     | др Боб                         |
| Педро Морено                     | Хосе Гутијерез                 |
| Хосе Рамон Бланч                 | Рикардо Солис                  |
| Џесика Пачеко                    | Лигија                         |
| Ризабет Собалварро               | Еулалија                       |
| Тањуша Капоте                    | Азусена Амадо                  |
| Бернард Сејферт                  | Едуардо                        |
| Зулејка Ривера                   | Бетси                          |
| Виктор Корона                    | Анаслето                       |
| Фреди Викез                      | Матијас                        |
| Кармен Оливарес                  | Кармен                         |
| Аријана Колтеласи                | Вероника                       |
| Жована дел Портиљо               | Лупе                           |
| Хавијер Коронел                  | Артуро Бонет                   |
| Хејди Серано                     | Ла Лоба                        |
| Анђели Монкајо                   | Марија                         |